# شهرستان مارگریت-دیوویل
شهرستان مارگریت-دیوویل (به انگلیسی: Marguerite-D'Youville Regional County Municipality) یک منطقهٔ مسکونی در کانادا است که در ناحیه مونترژی واقع شده‌است. شهرستان مارگریت-دیوویل ۴۰۵٫۹۰ کیلومتر مربع مساحت و ۷۴٬۴۱۶ نفر جمعیت دارد.